# Superpato

Logo de Superpato.

Superpato, también llamado Patomas o Patomás (en la versión original italiana Paperinik) es el alter ego del Pato Donald. Su identidad secreta fue creada originariamente para vengarse de noche de quienes lo explotaban de día, como Scrooge McPato o Gladstone Gander.

## Historia
En 1969 muchos chicos se quejaron a los editores de Mondadori sobre la versión italiana de historietas de Donald Duck, en las que Donald era siempre un perdedor. El escritor Guido Martina y el artista Giovan Battista Carpi respondieron dándole a Donald un alias de superhéroe llamado Paperinik en italiano. Paperinik fue llamado así haciendo un juego de palabras con Diabolik, un popular villano de ficción de ese entonces. Los autores presentaron a Superpato en una historia de dos partes llamada "Paperinik il diabolico vendicatore" ("Superpato, el vengador diabólico"), publicada entre el 8 de junio y el 15 de junio de 1969. Es considerada un clásico italiano y fue muy popular entre los lectores, ya que Donald actuaba con más confianza y de manera más inteligente que bajo su identidad habitual. La historia debe muchas de sus características al escritor Guido Martina, cuyas historias generalmente se centraban en los aspectos más oscuros y villanos de los personajes.
En muchas de las historias, Superpato no era un superhéroe, sólo un reivindicador que vengaba las cosas que le habían hecho a Donald, algunas veces de forma descaradamente ilegal. Los escritores disminuyeron este aspecto más tarde, y lo convirtieron en un superhéroe, ya que entendieron que no era una buena idea a largo plazo que Donald fuera un villano todo el tiempo. Los métodos del personaje no variaron mucho, pero comenzó a perseguir a los criminales de Patolandia. Él aún conserva su misión principal, aunque algunas veces enfrenta a adversarios de mayor perfil que él y encuentra misiones que requieren que viaje fuera de Patolandia, la ciudad de la cual se autoproclama el protector.

## Orígenes
Las raíces de Superpato se encuentran en antiguos personajes literarios. Seis de ellos han sido considerados emparentados por los elementos en común que tienen con Superpato, aunque su creación también puede ser vista como parte del crecimiento de la popularidad de los villanos literarios y los antihéroes en Italia durante la década de 1960.
- Rocambole, creado por Pierre Alexis Ponson du Terrail (1829-1871) es el personaje principal de una serie publicada en un periódico durante 1857 y 1870, más tarde compilados en ocho tomos. Rocambole era un aventurero que comenzó como un importante criminal y más tarde se convirtió en una figura relevante luchando en contra del crimen. En ambas tareas sus métodos incluían la actuación por detrás de los hechos, manipulando a las personas y los sucesos. Tanto como reivindicador y como superhéroe, Superpato utilizaría métodos similares para conseguir sus propósitos.

- Arsène Lupin, creado por Maurice Leblanc (11 de noviembre de 1864-6 de noviembre de 1941) es el personaje principal de una serie de veinte novelas publicadas entre 1905 y 1939. Generalmente es descripto como un ladrón muy educado y algunas veces actuaba en contra del crimen. La descripción de las actividades de Fantomius están basadas en él. A pesar de ser un villano buscado por la policía, Lupin también tenía un gran sentido del honor y sus objetivos generalmente eran personas cuyas fuente de riqueza no era honesta. Él administraba su propio tipo de justicia y algunas veces ayudaba a la policía sin que ellos lo supieran.

- Fantômas, creado por Marcel Allain (15 de septiembre de 1885-25 de agosto de 1969) y Pierre Souvestre (1874-1914). Es el personaje principal de una serie de treinta y cuatro novelas publicadas entre 1911 y 1963. El nombre de Fantomius está basado en este personaje. Fantômás era un criminal y manipulador con tendencias sádicas y homicidas. Aunque Superpato tiene poco en común con él, debe notarse el parecido con el alias de Fantomius y que sus peores enemigos estaban relacionados de alguna forma con él. Este también fue el caso durante el primer tiempo de Superpato.

- Batman, creado en 1939 por Bob Kane (24 de octubre de 1915-3 de noviembre de 1998) y Bill Finger (1914-1974). Superpato utiliza dispositivos que se encuentran en su uniforme. Su cinturón con botones y el auto parecen derivar de Batman.

- El Zorro, creado en el año 1918 por Johnston McCulley (2 de febrero de 1883-23 de noviembre de 1958). Los métodos de Fantomius y Batman para mantener una identidad secreta derivan de este personaje. En cambio, El Zorro actúa como un caballero desarmado cuando no actúa como un defensor del orden durante la noche. El Zorro actuaba principalmente en California, mientras que Superpato lo hacía en Calisota, el equivalente a California del Norte.

- Diabolik, creado en 1962 por las hermanas Angela y Luciana Giussani. En nombre en italiano de Superpato (Paperinik) deriva de este experto criminal que fue uno de los antihéroes más populares de la década de 1960 en Italia.

## Renacimiento
Durante la década de 1990 el personaje fue disminuido por algunos autores; sus aventuras se limitaron a pelear contra algunos criminales que destruían el medio ambiente y personajes deshonestos. Para levantar al personaje, en 1996 se lanzó una nueva serie mensual llamada "PKNA - Paperinik New Adventures". La serie tenía un nuevo formato para las historietas italianas y estaba influenciado por las historietas de superhéroes de Marvel Comics tanto gráficamente como en lo que respecta a la historia. Los dibujos eran más modernos y "rápidos". Muchos jóvenes artistas de Disney estuvieron involucrados en el proyecto: Claudio Sciarrone, Alessandro Barbucci y Silvia Ziche entre muchos otros. Los mejores escritores jóvenes fueron contratados para hacer de la serie un éxito: Tito Faraci y Francesco Artibani, entre los más conocidos.
Con la suma de muchos personajes tecnológicos (androides, aliens, etc.) la serie fue realizada para una audiencia diferente a la del clásico Superpato. Las aventuras eran principalmente de ciencia ficción y además de la historia, para cada emisión se publicaban errores graciosos, archivos especiales, análisis, etc.
Después de cincuenta emisiones y varios capítulos especiales, la serie fue interrumpida, para recomenzar con un nuevo nombre "PK2". La serie, con menos inspiración que la primera, fue una secuela con gran parte de los personajes ya conocidos y situaciones. Fue emitida en 18 capítulos.
Después se decidió relanzar el universo completo de Superpato, y en la última serie, llamada simplemente "PK" se comenzó desde cero: Paperinik o Superpato nunca existió y "PK" es solamente un código creado por algunos alienígenas "defensores galácticos" que eligieron a Donald como el defensor de la Tierra. Aunque "PK" tiene algunos seguidores, es generalmente considerada una gran traición tanto al personaje como a sus admiradores. Muchos de ellos quieren el retorno de "PKNA", considerada la mejor de las tres series.
Mientras tanto, historias con el clásico Superpato han aparecido un otras historietas italianas de Disney, y el personaje ha recibido un trato más amable que durante la década de 1990. De alguna manera, ha vuelto a sus orígenes.

## Algunas historias de Superpato
- "Paperinik il diabolico vendicatore" es la primera historia sobre Superpato. En ella se caracteriza a Donald recibiendo la escritura de Villa Rosa, una casa abandonada en las afueras de Duckburg, cuyo dueño había desaparecido varias décadas atrás. Donald pronto se da cuenta de que la escritura era en realidad para su primo Gladstone Gander, pero él se alegra del error. Visitando la casa con sus sobrinos, descubre el diario y una cámara secreta de Fantomius, quien era conocido como un refinado ladrón y algunas veces como un miembro de lucha contra la delincuencia durante la última parte del siglo XIX y el comienzo del siglo XX. Donald aprende sus métodos para mantener una identidad secreta, comportándose como un inofensivo y bastante incompetente caballero durante el día y como un reivindicador durante la noche, vengándose de sus injusticias contra la sociedad. Intrigado, Donald decide mantener su descubrimiento en secreto, pudiendo ser útil.

Pronto encuentra sus dos causas más grandes de pesadumbre: su cruel y dominante tío materno Scrooge McPato y su arrogante y extremadamente suertudo primo Glad Consuerte, quien disfruta de burlarse de Donald con el logro de éxito sin demasiado esfuerzo en comparación con los repetidos esfuerzos y fallas de Donald por conseguir algo. Él decide vengarse de ellos, y le muestra las notas del diario y el modo de transporte y defensa a Gyro Gearloose, quien pronto le inventa un cinturón y botas que poseen una gran cantidad de utilidades y también equipa al auto de Donald. La primera misión de "Superpato", como se llama a sí mismo, es robar el colchón de su tío que contiene $1.000.000 en pequeños billetes. Lo consigue haciendo que Rico McPato inhale suficiente de una sustancia que hace dormir durante toda la noche. Después acusa a Glad del robo.
McPato y Glad, junto con la policía se las arreglan para seguir la pista del ladrón hasta Villa Rosa, al día siguiente. Glad, intentando limpiar su nombre, decide investigar en la casa, pero el candelabro que utiliza para iluminarse de dinamita. Accidentalmente destruye la casa y el dinero sale volando por los alrededores de la casa. McPato parece convencido de que Glad es el responsable, pero decide no hacer cargos en contra si Glad se las arregla para juntar todo el dinero. Mientras tanto, Donald se alegra y confirma que su carrera acaba de comenzar.
- "Paperinik e il ritorno a Villa Rosa", realizada por Fabio Michelini y Giovan Battista Carpi. En ella, Donald descubre un segundo tomo del diario de Fantomius. Tiene 53 páginas y fue publicada por primera vez en dos partes, entre el 17 de septiembre y el 24 de septiembre de 1996.

## Superpato en otros países
| Idioma                  | Nombre                      |
| ----------------------- | --------------------------- |
| Alemán                  | Phantomias                  |
| Danés                   | Stålanden                   |
| Español (España)        | Patomas                     |
| Español (Latinoamérica) | Superpato                   |
| Finés                   | Taikaviitta                 |
| Francés                 | Fantomiald                  |
| Griego                  | Phantom Duck                |
| Neerlandés              | Fantomerik                  |
| Inglés (Estados Unidos) | Duck Avenger o Phantom Duck |
| Inglés (Inglaterra)     | Super Duck                  |
| Italiano                | Paperinik o PK              |
| Noruego                 | Fantonald o Superdonald     |
| Polaco                  | Superkwęk                   |
| Portugués               | Superpato                   |
| Sueco                   | Stålkalle                   |

- Datos: Q2014932